# Gekko scienciadventura
Gekko scienciadventura är en ödleart som beskrevs av  Rösler, Ziegler, Vu HERRMANN och BÖHME 2004. Gekko scienciadventura ingår i släktet Gekko och familjen geckoödlor. Inga underarter finns listade i Catalogue of Life.